# Guillaume François Zweerts
Guillaume François „Guy“ Zweerts (* 24. April 1876 in Amsterdam; † 6. Oktober 1955 in Baarn) war ein niederländischer Fußballspieler.

## Karriere
Zweerts spielte zunächst für RAP Amsterdam, mit dem er die erste offizielle niederländische Meisterschaft gewann und diesen Erfolg in den beiden Jahren darauf mit der Mannschaft wiederholen konnte. Des Weiteren gewann er mit seiner Mannschaft den 1899 erstmals ausgetragenen Wettbewerb um den – vom niederländischen Verleger (De Telegraaf, De Courant) Hak Holdert gestifteten und nach ihm benannten – Vereinspokal; im Finale am 9. Mai wurde der HVV Den Haag mit 1:0 bezwungen.
Im Jahr 1902 gelangte er zum Karlsruher FV, für den er in dem vom Verband Süddeutscher Fußball-Vereine ausgetragenen Regionalen Spielbetrieb im Bezirk Baden als Abwehrspieler aktiv gewesen ist. Nachdem seine Mannschaft in der Endrunde um die Süddeutsche Meisterschaft das Finale erreicht hatte, kam er im Finale zum Einsatz. Mit dem 4:0-Sieg über den 1. Hanauer FC 1893 am 6. April 1902 in Offenbach am Main, gewann er seinen ersten Titel im Ausland.

## Erfolge
- Niederländischer Meister 1896/97, 1897/98, 1898/99
- Niederländischer  Pokalsieger: 1898/99
- Süddeutscher Meister: 1901/02

## Sonstiges
In die Niederlande zurückgekehrt, ehelichte er am 19. Januar 1906 in Amsterdam Judith Barbara Sara Roelvink (1880–1961); aus der Ehe gingen drei Kinder hervor: Judith (1906–2002), Guillaume François (1910–1962) und Jan Berent (1912–1952).
Nach dem Ende seiner Spielerkarriere lebte er als Tabakhändler in Baarn in der Provinz Utrecht, 30 km südöstlich von Amsterdam, wo er 79-jährig verstarb.